# Victrix karsiana
Victrix karsiana är en fjärilsart som beskrevs av Otto Staudinger 1878. Victrix karsiana ingår i släktet Victrix och familjen nattflyn. Inga underarter finns listade i Catalogue of Life.